# Alsophila autumnata
Alsophila autumnata är en fjärilsart som beskrevs av Alpheus Spring Packard 1876. Alsophila autumnata ingår i släktet Alsophila och familjen mätare. Inga underarter finns listade i Catalogue of Life.